# Louis Prévost de La Croix
Louis Anne Prévost de La Croix est un homme politique français né le 4 mai 1750 à Louisbourg (Canada) et mort le 17 octobre 1797 à Paris.
Fils d'un ancien intendant de la marine, il sert dans les armées royales avant la Révolution. Il est élu député de la Gironde, au Conseil des Cinq-Cents, le 23 germinal an V. Il meurt au bout de quelques mois de mandat.

### Sources
- « Louis Prévost de La Croix », dans Adolphe Robert et Gaston Cougny, Dictionnaire des parlementaires français, Edgar Bourloton, 1889-1891 [détail de l’édition]